# Cohors I Hamiorum (Britannia)

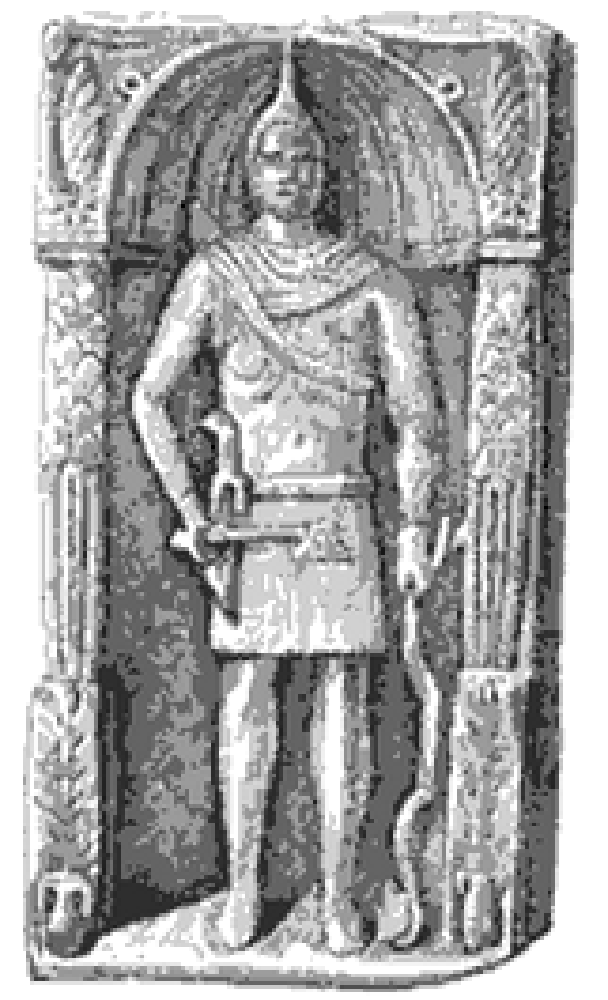
Der Grabstein des Bogenschützen aus Vercovicium

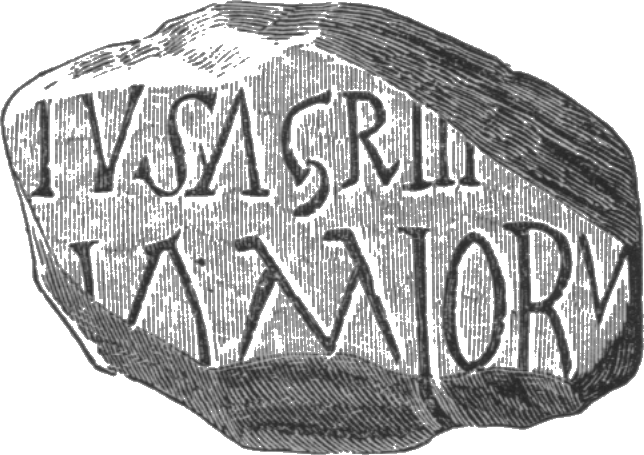
Das Inschriftenfragment des Agrippa

Die Cohors I Hamiorum [sagittariorum oder sagittaria] (deutsch 1. Kohorte aus Hama [der Bogenschützen]) war eine römische Auxiliareinheit. Sie ist durch Militärdiplome und Inschriften belegt.

## Namensbestandteile
- Cohors: Die Kohorte war eine Infanterieeinheit der Auxiliartruppen in der römischen Armee.

- I: Die römische Zahl steht für die Ordnungszahl die erste (lateinisch prima). Daher wird der Name dieser Militäreinheit als Cohors prima .. ausgesprochen.

- Hamiorum: aus Hama. Die Soldaten der Kohorte wurden bei Aufstellung der Einheit aus der Stadt Hama und Umgebung rekrutiert.

- sagittariorum oder sagittaria: der Bogenschützen.[A 1] Der Zusatz kommt in den Militärdiplomen von 122 bis 132 und einer Inschrift[1] vor.

Da es keine Hinweise auf die Namenszusätze milliaria (1000 Mann) und equitata (teilberitten) gibt, ist davon auszugehen, dass es sich um eine Cohors quingenaria peditata, eine reine Infanterie-Kohorte, handelt. Die Sollstärke der Einheit lag bei 480 Mann, bestehend aus 6 Centurien mit jeweils 80 Mann.

## Geschichte
Die Kohorte war in der Provinz Britannia stationiert. Sie ist auf Militärdiplomen für die Jahre 122 bis 158 n. Chr. aufgeführt.
Über die frühe Geschichte der Einheit gibt es verschiedene Vermutungen. Der erste Nachweis der Einheit in Britannien beruht auf Diplomen, die auf 122 datiert sind. In den Diplomen wird die Kohorte als Teil der Truppen aufgeführt (siehe Römische Streitkräfte in Britannia), die in der Provinz stationiert waren. Weitere Diplome, die auf 124 bis 158 datiert sind, belegen die Einheit in derselben Provinz.
Der letzte sichere Nachweis der Einheit beruht auf Inschriften, die auf 163/166 datiert werden. Möglicherweise nahm die Kohorte auf der Seite von Clodius Albinus 197 an der Schlacht bei Lugdunum teil und wurde dabei vernichtet.

## Standorte
Standorte der Kohorte in Britannien waren möglicherweise:
- Bar Hill: drei Inschriften[8] wurden hier gefunden.
- Magnis (Carvoran):[A 4] mehrere Inschriften[9] wurden hier gefunden.
- Vercovicium (Housesteads): die Darstellung eines Bogenschützen auf einem (unbeschrifteten) Grabstein wurde hier gefunden.[10][A 5]

Die Kohorte war zunächst in Magnis stationiert, wo sie 136/138 nachgewiesen ist. Sie wurde zu einem unbestimmten Zeitpunkt nach Bar Hill (am Antoninuswall) verlegt, war aber spätestens um 163/166 wieder in Magnis stationiert.

## Angehörige der Kohorte
Folgende Angehörige der Kohorte sind bekannt:

### Kommandeure
| - []ius Agripp[], ein Präfekt (RIB 1810) - Gaius Iulius Marcellinus, ein Präfekt - Caristanius Iustianus, ein Präfekt - Licinius Clemens, ein Präfekt | - Marcus Caecilius Donatianus, ein Tribun - Marcus Mussius Concessus: er wird auf dem Diplom von 132 als Kommandeur genannt. - Titus Flavius Secundus, ein Präfekt |

### Sonstige
| - Iul(ius) Ca[], ein Centurio (RIB 1816) - Iul(ius) Pollio (RIB 1783) - Longinus, ein Fußsoldat: das Diplom von 132 wurde für ihn ausgestellt. | - Primus, ein Centurio (RIB 1818) - Sabi(nus) (RIB 1780) - Silvanus, ein Centurio (RIB 1820) |